# Union des intérêts économiques
L'Union des intérêts économiques est une organisation patronale française du XXe siècle. Elle fédéra des petits et moyens patrons et des commerçants et lutta au nom d'idées libérales sur un terrain politique, en liaison avec des syndicats patronaux, des hommes et des partis politiques radicaux et modérés. Ernest Billiet a été son principal animateur. 

## Historique

### Fondation en 1910
C'est devant la crainte d'une nationalisation des compagnies d'assurances et des entreprises du secteur de la distribution des boissons alcoolisées que fut fondée l'Union des intérêts économiques (UIE), déclarée le 12 avril 1910. Un discours à la Chambre des députés du ministre des finances Georges Cochery en novembre 1909, agitant le thème du « monopole » étatisé de ces deux secteurs économiques, provoqua une contre-offensive du patronat à la veille des élections législatives. Les dirigeants de l'Union syndicale des compagnies d'assurances (baron Guillaume Cerise, président depuis 1908 de ce syndicat) et du syndicat national du commerce en gros des vins, cidres, spiritueux et liqueurs de France (Paul Forsans), appuyés par le président du comité de l'alimentation parisienne, Marguery, désigné premier président de la nouvelle association juste avant son décès, se rencontrèrent et décidèrent de fonder l'UIE pour mener le combat contre les hommes politiques partisans des monopoles publics. L'UIE se situe d'emblée sur un terrain politique mais aussi idéologique. Elle défend à la fois les intérêts bien compris de ses membres, commerçants et industriels, et assure la promotion du libéralisme traditionnel : défense de la propriété privée, de l'initiative privée, refus de l'étatisme, de « l'inquisition fiscale », comme l'indique son nom complet : Union des intérêts économiques pour la liberté du commerce et de l'industrie, la défense de l'initiative privée et contre l'extension des monopoles de l'Etat.
L'UIE est dirigée par Forsans, président, les vice-présidents Guillaume Cerise et Arthur Millon, président du comité de l'alimentation parisienne, président du syndicat des restaurateurs - remplacé en 1914 par Girardin -, le secrétaire général (depuis 1910) Lucien Mazand, secrétaire général du syndicat de l'épicerie française et rédacteur en chef de L'Epicerie française, le trésorier Félix Leseur, secrétaire général depuis 1894 de la Société d'économie industrielle et générale et directeur général depuis 1895 de la compagnie d'assurances mutuelles Le Conservateur, et E. Goulet, président de la chambre syndicale du commerce en gros des vins de Paris et du département de la Seine,. Animent aussi l'UIE Tricoche et Ernest Billiet, délégués, chargés de la propagande. L'UIE a constitué en 1911 30 comités en province et a reçu l'adhésion de 24 syndicats, qui s'ajoutent aux 33 syndicats ou fédérations dont les présidents constituent le comité de direction de l'UIE.
L'UIE mène alors son combat par différents moyens : publication d'un périodique, Le Réveil économique, à partir de juillet 1910, conférences, affichage, distribution de tracts, contacts avec les hommes politiques, liens avec les autres organisations patronales, par exemple avec le Comité central d'études et de défense fiscale, alliance d'organisations patronales contre le projet d'impôt sur le revenu - son meeting à la salle Wagram en novembre 1910 est présidé par le président de l'UIE, Forsans. 
Forsans présente l'UIE comme « le trait d'union entre le monde du commerce et les membres du Parlement chargés de faire aboutir ses revendications ». C'est qu'un « groupe républicain des intérêts économiques » a été constitué à la Chambre des députés en juillet 1912, présidé par Joseph Noulens puis Charles Chaumet,,. L'UIE adopte un programme économique début 1914, soumis aux candidats aux législatives. Chaumet prend part au 5e conseil général de l'UIE en 1914, aux côtés d'autres députés (Félix Chalamel, Leboucq, Édouard Bussat, Emmanuel Brousse, Paté, Georges Bouctot, etc.). Il préside le comité parlementaire du commerce, formé en juin 1914. Paul Forsans en est le trésorier. Ce dernier est membre de la commission centrale exécutive de l'Alliance démocratique (France),. 
Le comité parlementaire du commerce fonctionne durant la Première Guerre mondiale avec les mêmes hommes. Billiet y participe en 1918. Ce comité comprend alors plus de 150 parlementaires, dont 28 anciens ministres, des vice-présidents du Sénat et de la chambre, des présidents de commissions, des rapporteurs des budgets. Ainsi que des personnalités du monde des affaires, les présidents des chambres de commerce et des économistes. Emile Labarthe, rédacteur en chef du Réveil économique, est son secrétaire général.

### Apogée dans l'entre-deux-guerres
En 1919, l'UIE est encore présidée par Forsans , assisté de 4 vice-présidents : Ferdinand Matignon, qui lui succède, président de l'Union syndicale des compagnies d'assurances, Delcros, président de la confédération nationale des limonadiers, restaurateurs et hôteliers, Fettu, président de la fédération française des syndicats de l'épicerie et Robert Delaunay-Belleville (1876-1938), président de la chambre syndicale de la mécanique, administrateur général des Ets Delaunay-Belleville et des automobiles Delaunay-Belleville, administrateur depuis 1912 des compagnies d'assurances L'Union et de la Banque de Paris et des Pays-Bas depuis 1917, membre de la chambre de commerce de Paris à partir de 1922,,. Il est encore trésorier tandis qu'Ernest Billiet est trésorier adjoint. Ce dernier est le principal animateur de l'UIE : délégué depuis 1910, il est secrétaire général début 1919 (en remplacement de Lucien Mazand, décédé), vice-président lorsqu'il se fait élire sénateur en 1920, puis président à partir de décembre 1924. Il a fait entrer son frère Louis à l'UIE en 1918 : ce dernier est secrétaire de rédaction puis rédacteur en chef du Réveil économique, secrétaire général (1925) et délégué général à la propagande de l'association, puis vice-président délégué à la fin des années 1930. 
L'UIE combat encore les monopoles étatiques (allumettes, téléphone), sans toujours être entendue ; elle estime que leur gestion « est un défi au bon sens et à l'intérêt public et préconise le recours à l'initiative privée »,. L'association combat aussi le projet d'impôt sur le capital du cartel des gauches,. Devant la menace de grève des services publics, Forsans préside un meeting à la Mutualité en 1920, au cours duquel interviennent les dirigeants d'autres associations professionnelles (Association de l'industrie et de l'agriculture françaises du sénateur Touron, Confédération des groupes commerciaux et industriels de France, Fédération des commerçants-détaillants de France, Comité républicain du commerce, de l'industrie et de l'agriculture, Association nationale d'expansion économique, Fédération des industries et commerçants français, etc.), qui exigent l'interdiction de telles grèves.
L'UIE est alors connue comme l'organisme chargé de la lutte électorale du patronat. Elle mène ses combats ouvertement, par son journal, l'affichage - ainsi la célèbre affiche anticommuniste de « l'homme au couteau entre les dents », éditée en 1919 par une filiale de l'UIE -, la publication de brochures, la diffusion de tracts adressés aux commerçants et aux industriels, des vœux et des manifestes. L'UIE a aussi produit et cherché à diffuser des films de propagande et elle a tenté de s'adresser aux instituteurs publics, en leur proposant plusieurs concours, en 1927 et en 1931. Ernest et Louis Billiet se déplacent en province pour participer et prendre la parole à des congrès et réunions des associations professionnelles membres de l'UIE. 
Pour les élections législatives de 1919, Billiet, au nom de l'UIE, appelle à l'union de tous les républicains modérés, de centre-gauche (les radicaux) et de centre-droit, contre « les extrémistes de droite et de gauche », et surtout contre les socialistes et les « bolchevistes », contre « le danger révolutionnaire ». Un vice-président de l'UIE, Robert Delaunay-Belleville, est candidat aux législatives dans la Seine en 1919, mais sans succès, tandis qu'Ernest Billiet parvient à se faire élire l'année suivante sénateur de la Seine. Fin 1923, des dirigeants des principales organisations de droite se retrouvent au siège de l'UIE aux côtés d'Ernest et Louis Billiet pour préparer les élections de 1924: Antony Ratier, Mamelet et André François-Poncet pour le Parti républicain démocratique et social, Auguste Isaac et deux autres représentants de la Fédération républicaine, Xavier de La Rochefoucauld et Dufresne pour l'Action nationale républicaine et l'Action libérale populaire. Ainsi que trois directeurs de quotidiens de droite: Émile Buré pour l'Eclair, Henry Simond pour L'Écho de Paris et Léon Bailby pour L'Intransigeant.
C'est qu'Ernest Billiet est parvenu à centraliser une grande partie des fonds patronaux et à les distribuer aux candidats modérés lors des élections, comme le reconnaît sans détour le secrétaire général de l'UIE, Marcel Grégoire, à propos des radicaux du Gers en 1919 et 1920. Ce qui provoqua des polémiques. L'action soi-disant corruptrice de l'UIE et de Billiet a été critiquée par Édouard Herriot et par les socialistes, qui évoquent la somme de cent millions dépensée par ce-dernier. 
En 1924, Robert de Jouvenel, dans le quotidien L’Œuvre, entend prouver que l'UIE utilise un prête-nom pour la distribution de ses affiches et de ses tracts, en l'occurrence les éditions de l'Effort et le périodique mensuel du même nom, dirigé par l'ancien socialiste Jacques Prolo. 
La victoire du cartel des gauches en 1924 amena à la mise en place d'une commission d'enquête parlementaire présidée par le socialiste Pierre Renaudel. Ernest Billiet, évoquant un « procès politique », et les autres dirigeants et animateurs de l'association refusèrent de prêter serment devant cette commission et de dévoiler les noms des hommes politiques ayant été aidés. L'ancien président de l'UIE, Matignon, avoua une subvention de 800 000 francs donnée par les compagnies d'assurances pour les élections. Selon l'historien Jean Garrigues, des représentants éminents du patronat siègent alors au bureau de l'association, comme Paul de Rousiers, du comité central des armateurs, ou Henri de Peyerimhoff de Fontenelle, du comité central des houillères. En sont membres selon Le Populaire : Matignon, président, les vice-présidents Ernest Billiet, Delaunay-Belleville, président d'honneur de la chambre syndicale de la mécanique, Gaillard, président de la fédération française de l'épicerie, André Millon, président du comité de l'alimentation parisienne, Paul Saillard, président du syndicat national des vins et spiritueux, Gabriel Felix, président de l'Union des syndicats du luxe et des arts appliqués, Rougier, président de la chambre syndicale des hôteliers de Paris, Marcel Grégoire, secrétaire général depuis 1920, ancien préfet, Adolphe Osmont, trésorier et directeur de la compagnie d'assurances Le Conservateur depuis 1911, Emile Labarthe, avocat-conseil de l'UIE, rédacteur en chef du Réveil économique mais aussi secrétaire général du comité parlementaire du commerce, Louis Billiet. Des dirigeants de syndicats patronaux nient que leur organisation ait subventionné l'UIE (Roy pour l'Union des syndicats patronaux des industries textiles, Roger Lehideux pour l'Union syndicale des banquiers, de Vogüe pour la société des agriculteurs de France, Lavergne pour la Confédération générale de la production française) mais certains reconnaissent avoir fourni des fonds à titre personnel (Léon Martin, de la chambre syndicale des pétroles) ou avoir servi d'intermédiaires entre l'UIE et des entreprises (René-Paul Duchemin pour l'Union des industries chimiques, qui déclare avoir versé plus de 200 000 francs, Robert Pinot pour le comité des forges, Paul de Rousiers pour le comité des armateurs), tandis qu'Henri de Peyerimhoff de Fontenelle justifie l'appui apporté par le comité général des houillères,,. 
L'UIE finance aussi des partis politiques, tel la Fédération républicaine : elle finance son secrétariat parisien et imprime son journal, La Nation, jusqu'en 1937. Jean-Noël Jeanneney a montré que 87 % des dépenses électorales de ce parti ont été financées par l'UIE en 1928, 75 % en 1932, et 76 % en 1936. En 1936, par exemple, l’UIE a versé 1 million de francs-Poincaré (soit 200 000 francs-or ou 600 000 euros) aux candidats de ce parti. Mais cela ne représente que 3 000 francs (600 francs-or) par candidat. Billiet a pu refuser des fonds à certains hommes politiques, par exemple à Jacques Bardoux en 1928 dans le Puy-de-Dôme.
Des parlementaires et des ministres assistent aux congrès annuels de l'UIE, et surtout au banquet qui les clôt et qui a pu accueillir jusqu'à 2 000 convives. L'apogée a lieu en 1923. Raymond Poincaré, président du conseil, préside le banquet, entouré par plusieurs ministres en exercice : Charles de Lasteyrie (finances), Lucien Dior (commerce), Yves Le Trocquer (travaux publics), Charles Reibel (régions libérées), Paul Strauss (hygiène), Maurice Maunoury (intérieur), Albert Peyronnet (travail). Sont également présents le président du Sénat Gaston Doumergue, des sous-secrétaires d'Etat, 200 parlementaires, le gouverneur de la Banque de France, le préfet de police et le préfet de la Seine, le président de la Confédération générale de la production française, le président de la Confédération des groupes commerciaux et industriels de France (de Paloméra), le président de la Chambre de commerce de Paris, etc. Billiet y affirme que l'UIE « compte parmi ses amis  des républicains libéraux [ centre-droit ]aussi bien que des radicaux nationaux [centre-gauche] » car « ce que contient le flacon lui importe plus que l'étiquette ». Les congrès de l'UIE ont également accueilli des présidents du conseil en exercice en 1930 et 1931. En 1930, c'est André Tardieu qui donne un discours sur sa politique économique lors du banquet. Il est accompagné de 5 ministres (Pierre-Étienne Flandin, Paul Reynaud, Georges Pernot, Louis Rollin et Désiré Ferry), 8 sous-secrétaires d'Etat et de 250 parlementaires. En 1931, Pierre Laval prit la parole lors du banquet, entouré de six ministres - Léon Bérard (garde des sceaux), André Tardieu (agriculture), Pierre-Étienne Flandin (finances), André Maginot (guerre), Louis Rollin (commerce), Camille Blaisot (santé) -, de 25 anciens ministres, du président du Sénat Albert Lebrun, de 60 sénateurs et de 150 députés (dont deux vice-présidents de la Chambre), sans compter des sous-secrétaires d'Etat, le préfet de la Seine et le préfet de police, des conseillers généraux de la Seine. Ce qui n'empêcha pas la défaite des modérés aux législatives de 1924 et 1932. En 1930, Tardieu rappelle à ses hôtes que leur « état d'esprit à l'égard des pouvoirs publics a des progrès à réaliser » et affirme: « Vous êtes tous antiétatistes mais dès que l'une de vos activités se trouve dans l'embarras, c'est à l'Etat que vous vos adressez ». 
Lors du banquet de 1931, Billiet, à propos des législatives à venir de 1932, s'en prend aux socialistes et aux communistes ; il affirme que « le marxisme académique du Populaire et le marxisme sanguinaire de L’Humanité conjugueront leurs efforts en 1932 pour donner assaut à la société moderne ». Dans le contexte des débuts de la Grande Dépression en France, il infléchit son discours économique, qui devient moins classiquement libéral, puisqu'il félicite le gouvernement pour son plan d'outillage, déclare que « la formule du laisser faire, laisser passer est périmée » et que « les professions devraient se discipliner et imposer des règles à leurs membres ». La présence de ministres et de hauts-fonctionnaires (préfet de police, préfet de la Seine) est dénoncée par les journaux de gauche.
Depuis l'avant-guerre, l'UIE collabore étroitement avec André de Palomera et sa Confédération des groupes commerciaux et industriels de France, qui rassemble essentiellement des associations de petits commerçants: réunions communes, notamment à l'occasion des congrès de l'UIE, lettres publiques communes. Toutefois, en 1933, d'autres dirigeants de cette confédération reprochent à Palomera la subordination de leur association à l'UIE alors que ce dernier démissionne de ses fonctions et se déclare attaché à sa collaboration avec l'Union. C'est que Billiet et Palomera étaient tous deux opposés à des méthodes de protestation trop fermes (fermeture des commerces) des petits commerçants contre les projets fiscaux du gouvernement, dans le contexte de la crise économique des années 1930. Billiet justifie son action et son soutien apporté à des gouvernements dirigés par des radicaux-socialistes lors du congrès de 1933, au nom de l'ordre et des « intérêts multiples » que défend l'UIE : « Au milieu du désarroi présent, il fallait s'attendre à ce que des moyens violents soient proposés. (...) J'ai même été mis en accusation, et soupçonné d'avoir été acheté par le gouvernement de M. Édouard Daladier. (...) J'ai empêché le pire, en apportant notre concours à M. Édouard Herriot, en faisant momentanément crédit au ministère Daladier, enfin en soutenant le programme d'économies du cabinet Albert Sarraut ». Pour autant, tout en se déclarant partisan du régime parlementaire, il dénonce l'impuissance du pouvoir politique : « il y a entre le pays qui a fait la Chambre (des députés) et la Chambre qui ne comprend pas le pays un divorce qui se prépare, un fossé qui se creuse ».
Ernest Billiet meurt en 1939 lors du 25e congrès de l'UIE. Son frère cadet Louis Billiet, secrétaire général depuis la mort de Grégoire en 1925 puis vice-président délégué, lui succède. Ce-dernier s'est présenté à des élections cantonales auparavant, à Neuilly, mais il s'est désisté pour d'autres candidats, en 1935 et 1936. Il est proche de la Fédération républicaine.

### Une association en perte de vitesse après la Seconde Guerre mondiale
Sous l'Occupation, l'UIE dirigée désormais par Louis Billiet continue à publier le Réveil économique, publié à Montauban puis à Lyon du 15 mai 1942 au 30 juin 1944. Elle poursuit son combat contre l'étatisme, sans succès cependant, dans le contexte d'une économie dirigée mise en place par le régime de Vichy. Dans les colonnes de son journal, des hommes politiques comme Joseph Denais, un proche de l'UIE d'avant-guerre, et des patrons critiquent l'accroissement de l'intervention de l'Etat. Louis Billiet, en 1943, prononce des conférences en province (Le Havre, Grenoble, Orléans)contre le dirigisme économique du régime de Vichy et pour le retour au libéralisme et envoie aux adhérents de l'UIE le texte de sa conférence sous pli cacheté, pour contourner la censure de la presse,.
Après la guerre, le Réveil économique reparaît à partir de juillet 1945 et l'UIE reprend son action. Les mêmes hommes y poursuivent leur combat en faveur des libertés économiques et contre le dirigisme qui triomphe alors, comme Adolphe Osmont, vice-président et trésorier de l'UIE, président honoraire du syndicat des compagnies d'assurances, Emile Labarthe ou bien Joseph Denais, qui donne régulièrement un article dans le Réveil économique jusqu'à sa mort en 1960. Il dénonce par exemple le projet de TVA en 1952. Émile Mireaux devient un collaborateur régulier du périodique à partir de 1947, Marcel Pellenc y donne quelques articles dans les années 1950 et 1960. Le Réveil économique, tantôt mensuel, tantôt bimensuel, cesse de paraître en juillet 1963, à la mort de Louis Billiet.
L'UIE n'est plus chargée de distribuer les fonds patronaux pour les élections. Cette tâche est désormais assurée par des hommes liés au Conseil national du patronat français (CNPF) comme André Boutemy puis Aimé Aubert.
L'UIE reprend un temps sa tradition du banquet annuel, auxquels assistent des parlementaires, à partir de 1947. Cette année-là, seuls trois députés assistent au déjeuner dans les salons du Cercle républicain (avenue de l'Opéra à Paris) aux côtés de présidents de groupements professionnels (de Seine-et-Oise, Versailles, Armentières, du Nord, de la Côte-d'Or, de Beauvais, du Calvados, du Loiret, du Mans, de Chartres, de l'Isère, d'Angoulême, de la Somme, de Bordeaux, de Saint-Quentin, de l'Aisne, etc), et ce sont des représentants du monde du commerce et des affaires : Louis Christiaens, qui est d'ailleurs l'un des vice-présidents de l'UIE du fait de ses fonctions de président de la fédération des groupements commerciaux et industriels du Nord, Charles Schauffier, commerçant, et Jacques Furaud, industriel. En décembre 1949 prennent part au diner 5 sénateurs (Marcel Pellenc, Roger Duchet, Gabriel Bolifraud, François Schleiter et Jacques Masteau) et une douzaine de députés dont Christiaens, Denais, André Barbier, Édouard Bonnefous, Jean-Marie Bouvier O'Cottereau, Xavier Bouvier, Pierre Courant, Roger Dusseaulx, Furaud, Édouard Frédéric-Dupont, Henry Mallez, Edmond Michelet, Robert Montillot, Schauffier. L'apogée très relatif est atteint pour ces années d'après-guerre en 1951 avec 24 députés (à nouveau Bouvier, Bouvier O'Cottereau, Denais, Dusseaulx, Frédéric-Dupont, Mallez, Michelet, Schauffier, ainsi que Joseph Laniel, Edmond Barrachin, Robert Bétolaud, Max Brusset, Robert Bruyneel, Eugène Rigal, etc.) et 12 sénateurs (à nouveau Bolifraud, Pellenc, Schleiter, aux côtés de Gustave Alric, Jean Boivin-Champeaux, René Coty, Bernard Lafay, Joseph Lecacheux, Henri Maupoil, Geoffroy de Montalembert, Georges Pernot). 
En 1952, l'UIE accueille au Cercle interallié un membre du gouvernement mais Jean Moreau n'est que secrétaire d'État au budget. Sont à nouveau présents Christiaens, Denais, Bruyneel, Pernot, ainsi qu'Edgar Faure et André Mutter, aux côtés de personnalités comme Bernard Jousset, président du Centre français du patronat chrétien, Claude-Joseph Gignoux, Léon Baréty, président de la Fédération des commerçants et industriels français, ou le baron Charles Petiet, président de la chambre syndicale des constructeurs d'automobiles, parmi 200 autres convives environ. La tradition du dîner s'estompe ensuite. 
Pour lutter contre le dirigisme et promouvoir le libéralisme économique, l'UIE et son journal s'associent à partir de 1955 à une association patronale lyonnaise, l'Association de l'entreprise à capital personnel (AECP, fondée en 1940), à une petite association, le Point de rencontre libéral-spiritualiste, de Pierre Lhoste-Lachaume, fondée en 1947, et à l'Association pour la défense des libertés publiques de Joseph Denais, créée en 1954. Des tracts communs sont édités en 1955. Un manifeste appelle l'année suivante à la fin de « l'hypertrophie de l'État » et ces quatre associations, pour mener une « action commune contre les empiètements de l'État », tentent de créer des groupes régionaux, à Bordeaux, Limoges, Brest, Rennes, Marseille, Nice et Avignon en 1956, à Lyon, Saint-Etienne, Rouen, Le Havre, Paris en 1957. Mais seul le groupe bordelais parvient à durer jusqu'en 1958, avec par exemple une conférence de Maurice Allais en mai. 
Louis Billiet, qui a fondé avec son épouse une petite affaire industrielle en banlieue parisienne, préside alors le Groupement des industriels de La Garenne-Colombes (GACO). En décembre 1956, avec d'autres dirigeants de groupements professionnels de la région parisienne, il organise un déjeuner à l'hôtel Lutétia, en compagnie de Joseph Denais, de Lhoste-Lachaume, de patrons, de Bernard Jousset, du député Philippe Vayron, de l'amiral Jean Decoux, de Marc Pradelle du Centre d'études politiques et civiques. Billiet y souligne l'accroissement de l'étatisme.
Le Réveil économique rend compte par la suite des réunions du groupement parisien de l'AECP et Billiet donne encore une conférence avec Lhoste-Lachaume, Daffos, président de l'AECP, et Louis Rougier en mars 1963 à Paris, pour « affirmer leur foi libérale », sur le thème « reconstituer une société libre », au temps du gaullisme triomphant.

## Présidents
- Jean Nicolas Marguery (1834-1910), restaurateur, président du comité de l'alimentation parisienne, membre de la Chambre de commerce de Paris[85]
- Paul Forsans (1857- ?), négociant bordelais en vins, patron du syndicat national du commerce en gros des vins, cidres, spiritueux et liqueurs de France,  membre de la CCE de l'Alliance démocratique[86], 1910-1920
- Ferdinand Matignon (1846-1927), directeur depuis 1900 des compagnies d'assurances Le Phénix, président de l'Union syndicale des compagnies d'assurances, 1921-1924[87]
- Ernest Billiet (1873-1939), 1924-1939, ancien conférencier, puis secrétaire général et enfin vice-président de l'UIE, homme clé de l'UIE, sénateur de la Seine
- Louis Billiet (1888-1963), 1939-1963, ancien secrétaire de rédaction et rédacteur du quotidien lyonnais Le Salut public (1907-1914), entré au conseil de l'UIE en 1918, ancien délégué général à la propagande puis vice-président délégué de l'UIE, frère du précédent[88].

## Sources et bibliographie
- Dictionnaire historique des patrons français, Flammarion, 2010
- Jean Garrigues, Les patrons et la politique: 150 ans de liaisons dangereuses, Perrin, 2011
- Jean-François Sirinelli (dir.), Dictionnaire historique de la vie politique française au XXe siècle, Presses Universitaires de France, 1995
- Jean-Noël Jeanneney, François de Wendel en République. L'argent et le pouvoir, Seuil, 1976